# Paprocki (nazwisko)
Paprocki (forma żeńska: Paprocka, liczba mnoga: Paproccy) – polskie nazwisko notowane od 1473 roku.

## Etymologia nazwiska
Prawdopodobnie utworzone zostało formantem -ski od nazwy miejscowej Paprotno, Paprotki lub Paprotnia.

## Rody szlacheckie
Nazwisko Paprocki nosiło kilka rodów szlacheckich. Byli to: Paproccy herbu Cholewa, Paproccy herbu Jastrzębiec, Paproccy herbu Jelita oraz Paproccy herbu Ogończyk a także rodziny Paprockich które pieczętowały się herbami Tępa Podkowa oraz herbem Słoń. Zapewne istniały też rodziny nie należące do szlachty. Wzmianki o Paprockich z tatarskim rodowodem zamieszcza w swym herbarzu Stanisław Dziadulewicz.

## Demografia
Na początku lat 90. XX wieku ogółem w Polsce mieszkało 5737 osób o tym nazwisku, najwięcej w dawnym województwie: warszawskim – 583 osoby, kaliskim – 326 osób i łódzkim – 302 osoby. W 2013 roku mieszkało w Polsce około 6037 Paprockich, najwięcej w Warszawie.

## Przedstawiciele
- Bartosz (Bartłomiej) Paprocki, (1543–1614) – polski poeta, heraldyk i historyk
- Bogdan Paprocki – śpiewak operowy
- Henryk Paprocki – teolog, duchowny prawosławny.
- Stanisław J. Paprocki − polski sowietolog